# 간주곡 (드라마)
《간주곡》은 1989년 5월 21일에 MBC TV에서 방영된 베스트셀러극장이다.

## 줄거리
전과자 나조길하고 조창태는 은행강도 미수범으로 경찰에 쫓기던 중 호텔의 한 층을 점령한 후 투숙객 9명을 한방에 몰아 넣고 인질극을 벌인다.
목사 일본인 관광객과 창녀, 신혼여행을 온 시골의 한 부부, 춤선생하고 유부녀, 입영전야의 두 청년, 부모님하고 함께 여행 온 꼬마 등 다양한 모습의 인질들과 삶의 극한 상황까지 두 인질범의 숨가쁜 실랑이가 벌어지는데...

## 출연
- 정성모
- 맹상훈
- 임문수
- 최병학
- 이묵원
- 박종관
- 최은숙
- 서권순
- 한규희
- 신국
- 김찬구
- 윤순홍
- 박병훈
- 고영준
- 문용민
- 차재홍
- 홍진희
- 권재희
- 김영석
- 함철훈
- 원신연